# Gerano
Gerano (Jeranu [iɛɾanu] in dialetto locale) è un comune italiano di 1 136 abitanti della città metropolitana di Roma Capitale nel Lazio.
Dal 2001 è sede dell'unione dei comuni Valle del Giovenzano.

## Geografia fisica

### Territorio
Il borgo laziale giace su un colle tufaceo a 502 metri d'altezza sui Monti Ruffi (minima: 388 m s.l.m. (presso Pisciarello); massima: 728 m s.l.m. (presso Colle Ceretto)).

### Sismicità
L'11 marzo 2000 alle ore 11:35, il paese è stato colpito da un violento sisma di 4,3 della scala Richter, con epicentro a Rocca Canterano - Canterano.

### Clima
- Classificazione climatica: zona E, 2229 GR/G. (dal 2017. Fino al 2016 il comune entrava in zona D, 1898 GR/G)[18]

## Storia
L'anno di fondazione di Gerano è ignoto; si sa però che nel 1005 costituiva un castrum. Nel Medioevo, per la sua importanza strategica ed economica, come capoluogo della Massa Giovenzana (in sostituzione della più antica Trellanum), se ne interessa un breve di papa Gregorio VII che nel 1077 conferma Gerano diviso tra la diocesi di Tivoli e l'abate di Subiaco.

## Monumenti e luoghi d'interesse

### Architetture religiose

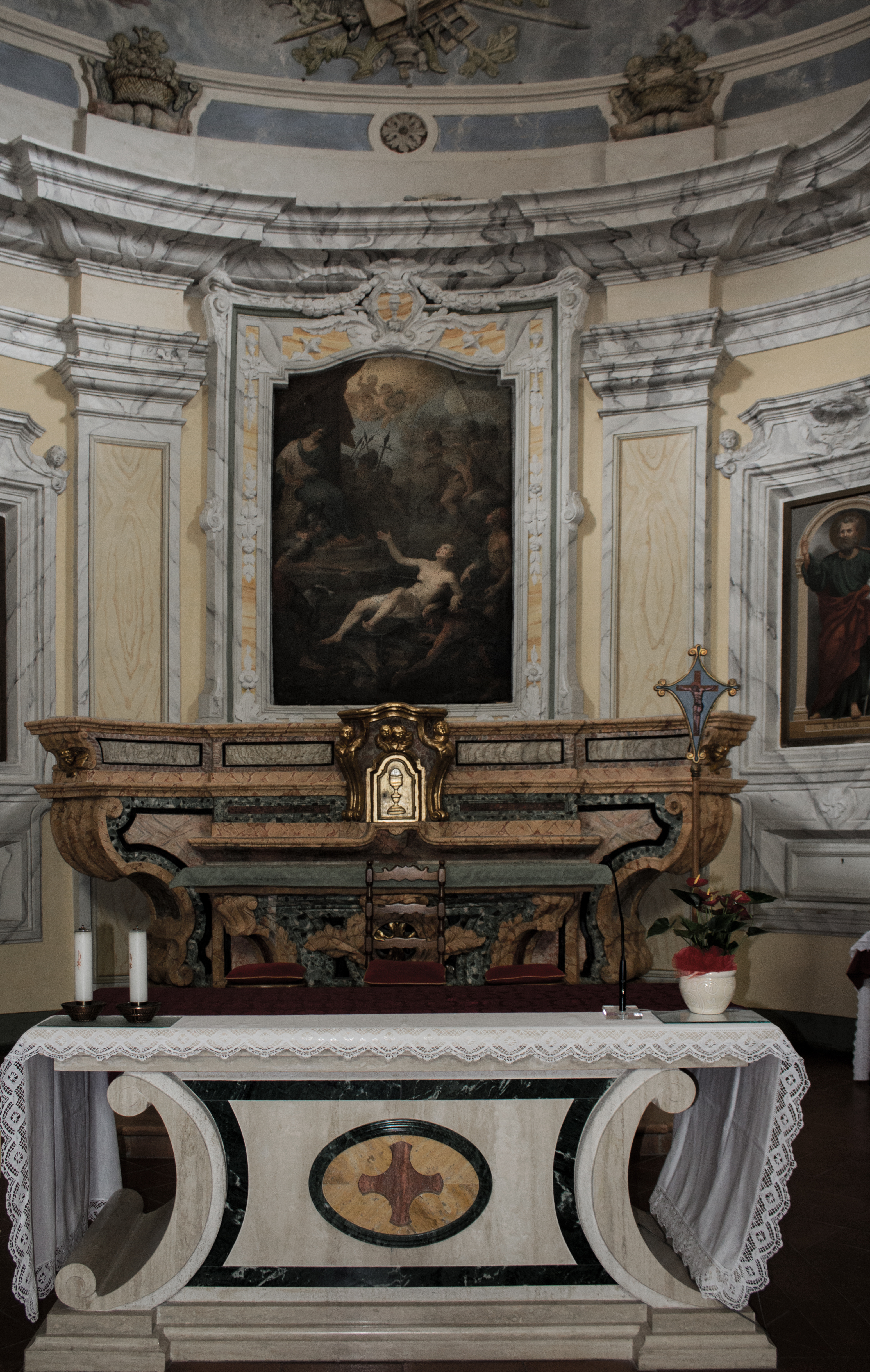
Chiesa di San Lorenzo Martire

Chiesa di Santa Maria Assunta (X Secolo)
Sorge al centro del borgo, la sua torre campanaria è alta 25 m con 4 campane.
Chiesa di San Lorenzo (XII Secolo)
Si trova alle porte del centro storico (Porta Amato). La sua torre campanaria è alta 21,8 m e possiede una sola campana. 
Chiesa di Sant'Anatolia (VI Secolo)
Posta nella località Collevecchio/Santa Anatolia, nasce come Curtis Dominica già dal VI sec. d.C. divenendo una vera e propria chiesa con un importante ruolo come centro religioso intorno al X secolo. È stata consolidata e ampliata con una serie di interventi nel XVI secolo che l'hanno portata all'aspetto attuale. È la chiesa più antica della valle del Giovenzano.
Attorno al X secolo la Curtis Dominica diverrà una vera e propria chiesa assumendo il ruolo di centro religioso e meta di processioni. Il volto della struttura è frutto di una serie di interventi del XVI secolo atti al consolidamento e ampliamento dell’edificio originario. Sin dal V secolo la zona dove oggi sorge la chiesa di Santa Anatolia era utilizzata per realizzare delle fiere di allevamento e dei prodotti della terra, le cosiddette nundinae.
Chiesa della SS.ma Annunziata (XV secolo)
Chiesa di Sant'Anna (1773)
La chiesa più piccola del borgo (7 × 5 m) sorge all'esterno del centro storico nelle vicinanze di Fontana di Leo

### Architetture militari
- Torre dell'Abate Giovanni V, dell'XI secolo.
- Mura Castellane con feritoie
- Il Poggio, Fortino Medievale, 1145

### Architetture civili
- Palazzo Signorile, dell'XI secolo (Ju Palazzu, in geranese)
- Palazzo di Corte, del XIV secolo.

### Altro
- Fontana Vecchia, fontana del I secolo d.C.
- Fontana di Ciocio, fontana del II secolo d.C.
- Fontana di Leo, fontana del II secolo d.C.
- Morra dei Briganti
- Ruderi di Villula Romana (Muraglia)

## Società

### Evoluzione demografica
Abitanti censiti

Il primo censimento del borgo risale al 1640, quando nel borgo vivevano 656 persone distribuite in 140 famiglie.
Tocca il suo picco nel 1948 quando sfiora i 2 000 abitanti (1 956).

### Tradizioni e folclore

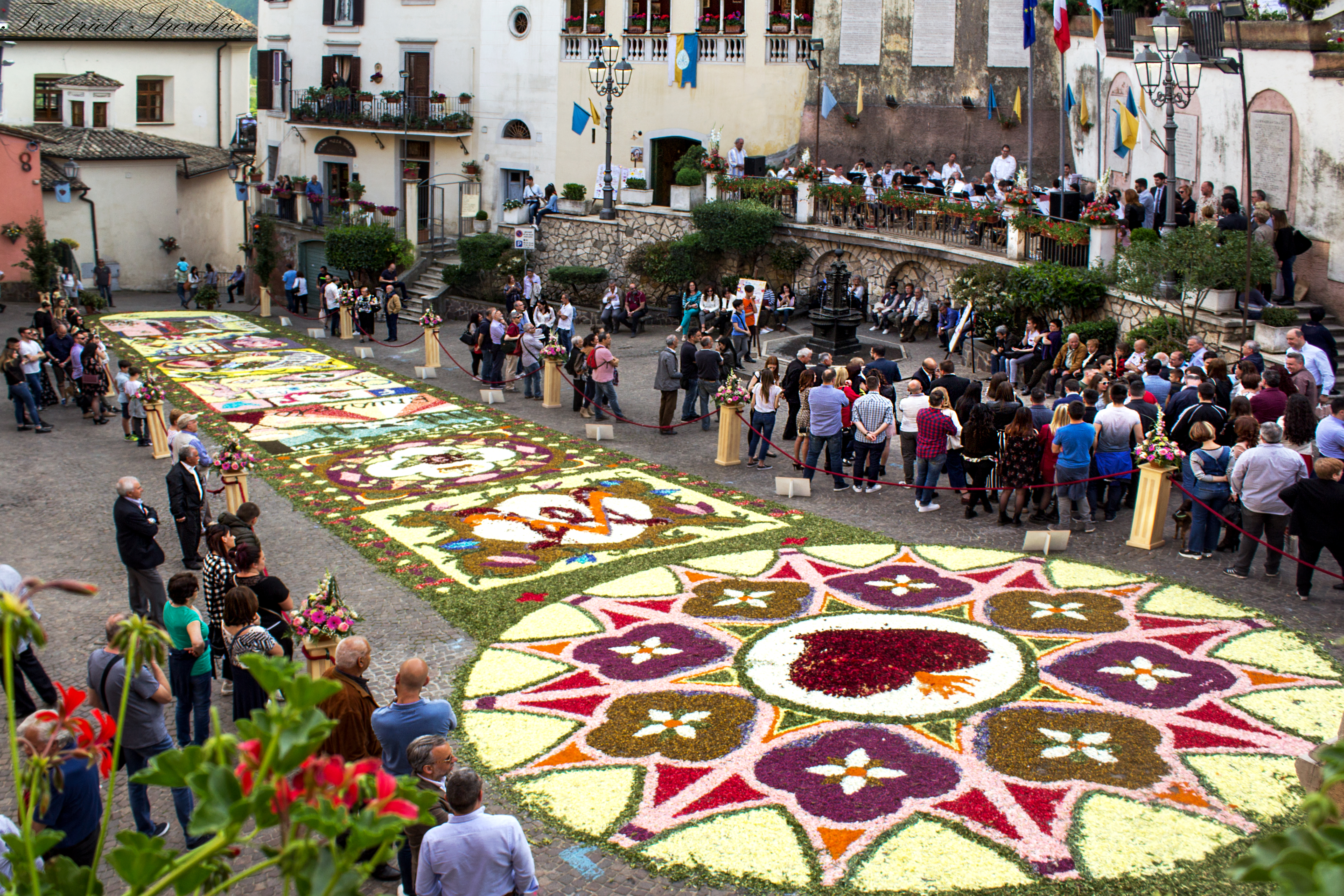
Festa della Madonna del Cuore e infiorata
Gerano e i geranesi in onore della Madonna del Cuore ogni prima domenica dopo San Marco (25 aprile), realizzano l'infiorata più antica d'Italia. Si crede che l'infiorata sia legata al dipinto del 1727 di Sebastiano Conca di Gaeta, ritenuto miracoloso. Per la realizzazione vengono utilizzati solamente petali di fiori e foglie di vario genere.
Festa e Fiera di S. Anatolia
Risale al 1838 e si tiene ogni anno il 9 e il 10 luglio presso il prato antistante la chiesetta che porta il nome della santa. Le feste di questo tipo sono dette nundinae e mostrano le attività di allevamento e i prodotti della terra locali. Santa Anatolia è inoltre patrona degli zingari ed ancora oggi tale festività richiama numerose comunità zingare da tutta Italia.

## Cultura

### Musei
- Museo dell'Infiorata[31]

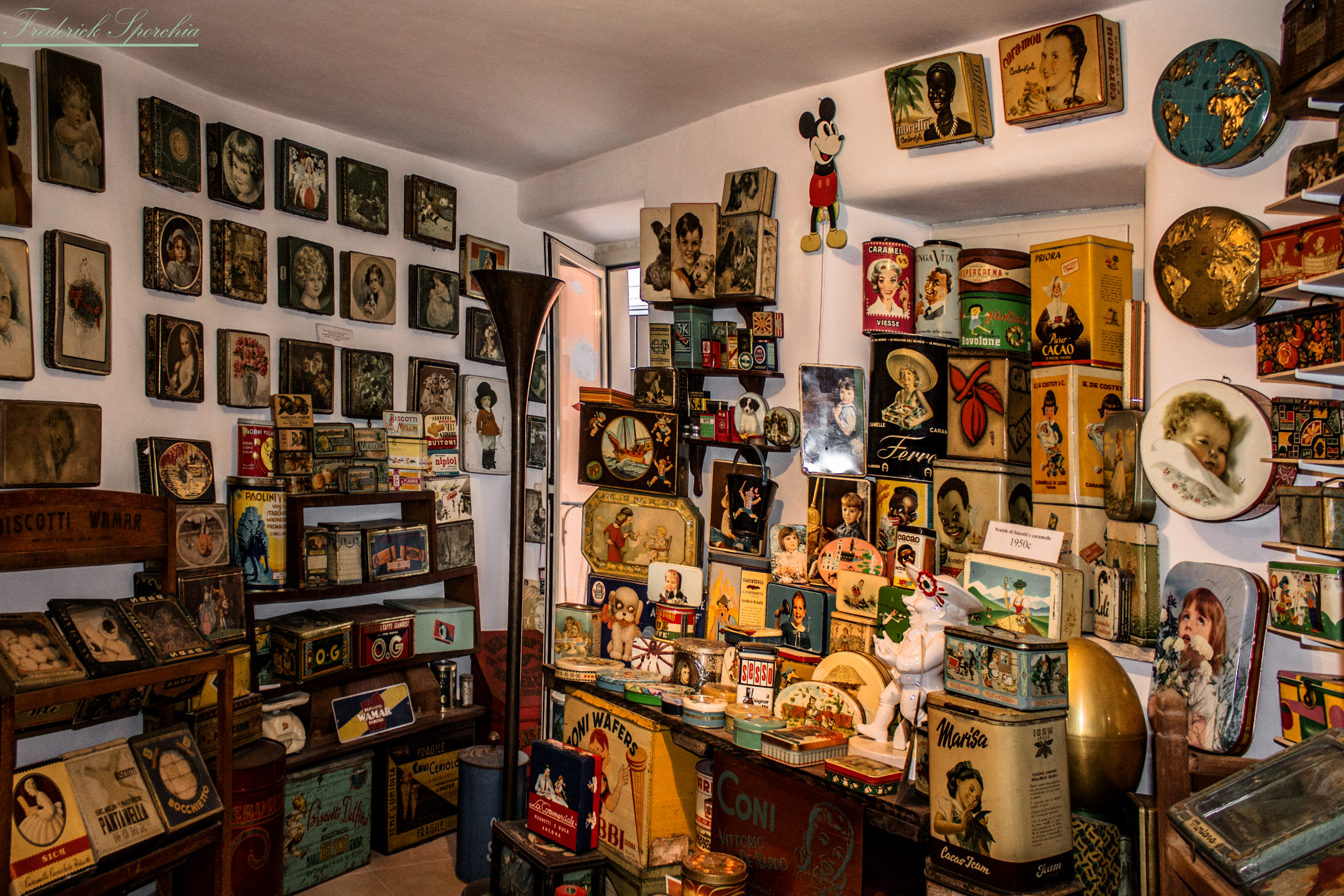
Museo delle scatole di latta

- Museo delle Antiche scatole di Latta[32]

## Infrastrutture e trasporti

### Strade
Il comune è servito dalle seguenti strade provinciali della città metropolitana di Roma Capitale:
- SP47/a Empolitana II: SP33/a presso Ponte Terenzio - Gerano - Canterano - SR 411 Sublacense presso Madonna della Pace
- SP27/c: Gerano - Rocca Santo Stefano
- SP48/a dell'Ara di Marzio: SP47/a - Gerano
- SP28/b Fontana di Ciocio: SP47/a - SP33/a
- SP12/a1 della Circonvallazione di Gerano: SP47/a - SP27/c presso il cimitero comunale di Gerano
- SP33/a Empolitana I: SS5 Tiburtina presso Tivoli - Ciciliano - San Vito Romano - SR155 di Fiuggi presso Genazzano.

### Mobilità urbana
I trasporti interurbani del comune vengono svolti con autoservizi di linea gestiti da Cotral. Dal 2018 è attivo un servizio bus sperimentale integrativo a Cotral di collegamento con la stazione di Valle dell'Aniene-Mandela-Sambuci gestito da CAT di Tivoli.

## Amministrazione
Nel medioevo Gerano sostituì la più antica Trellanum quale capoluogo della Massa Giovenzana. 
Dal 1816 al 1870, all'interno della Comarca di Roma (struttura amministrativa dello Stato Pontificio), apparteneva al distretto di Subiaco.

### Sindaci
| Periodo         | Periodo        | Primo cittadino | Partito               | Carica  | Note                                      |
| --------------- | -------------- | --------------- | --------------------- | ------- | ----------------------------------------- |
| 23 aprile 1995  | 13 giugno 1999 | Giorgio Fubelli | Per un paese migliore | Sindaco |                                           |
| 13 giugno 1999  | 13 giugno 2004 | Giorgio Fubelli | Per un paese migliore | Sindaco | II Mandato                                |
| 13 giugno 2004  | 7 giugno 2009  | Andrea Eumeni   | Gerano Unita          | Sindaco |                                           |
| 9 novembre 2009 | 27 giugno 2014 | Andrea Eumeni   | Gerano Unita          | Sindaco | II Mandato                                |
| 25 maggio 2014  | 26 maggio 2019 | Danilo Felici   | Avanti per Gerano     | Sindaco | [ 39 ] [ 40 ] [ 41 ] [ 42 ] [ 43 ] [ 44 ] |
| 26 maggio 2019  | 09 giugno 2024 | Danilo Felici   | Avanti per Gerano     | Sindaco | II Mandato                                |
| 09 giugno 2024  | in carica      | Danilo Felici   | Gerano 3.0            | Sindaco | III Mandato                               |

### Gemellaggi
Għarb, dal 2002, con l'obiettivo di migliorare il livello di inglese dei geranesi

### Altre informazioni amministrative
- Gerano dal 2001 è sede dell'unione dei comuni Valle del Giovenzano[48].
- Fa parte della X Comunità montana dell'Aniene[49]
- Gerano aderisce al GAL Terre di PreGio[50][51]

## Sport
Ha sede nel comune la società di calcio A.S.D Gerano 1967, che ha disputato campionati dilettantistici regionali.